# Paralimna lineata
Paralimna lineata är en tvåvingeart som beskrevs av Meijere 1908. Paralimna lineata ingår i släktet Paralimna och familjen vattenflugor. Inga underarter finns listade i Catalogue of Life.